# Sandrovo, Ruse
Sandrovo (în bulgară Сандрово) este un sat în comuna Ruse, regiunea Ruse,  Bulgaria. 

## Demografie
Componența etnică a satului Sandrovo
     Bulgari (95,45%)
     Nicio identificare (3,57%)
     Altele (1,19%)
La recensământul din 2011, populația satului Sandrovo era de 1.342 locuitori. Din punct de vedere etnic, majoritatea locuitorilor (95,45%) erau bulgari. Pentru 3,57% din locuitori nu este cunoscută apartenența etnică.